# The Lucky Lady
Pour plus de détails, voir Fiche technique et Distribution.
The Lucky Lady est un film muet américain réalisé par Raoul Walsh et sorti en 1926.

## Synopsis
Juste après le décès du prince de San Guido, le premier Ministre Franz Garletz veut faire se marier la Princesse Antoinette avec le Comte Ferranzo. Antoinette étudie dans un couvent, mais sort secrètement le soir pour aller voir les spectacles à l'auberge locale. Elle y commence un flirt avec Clarke, un jeune touriste américain. Lorsqu'elle apprend le projet de mariage, elle se déguise en coquette pour séduire Ferranzo. Finalement, Garletz, pour mettre un terme à ces histoires, envoie cette coquette et Clarke à l'étranger. Là-bas, Antoinette dévoile son identité et se marie avec Clarke. 

## Fiche technique
- Titre original : The Lucky Lady
- Réalisation : Raoul Walsh
- Scénario : James T. O'Donohoe, Robert E. Sherwood, d'après une histoire de Bertram Bloch
- Photographie : Victor Milner
- Décors : Hans Dreier
- Costumes : Travis Banton, Howard Greer
- Production : Adolph Zukor, Jesse L. Lasky
- Société de production : Famous Players-Lasky Corporation
- Société de distribution : Paramount Pictures
- Pays de production :  États-Unis
- Langue originale : anglais
- Format : noir et blanc — 35 mm — 1,37:1 — Film muet
- Genre : Comédie romantique
- Durée : 6 bobines - 1 811 m
- Date de sortie :
  - États-Unis : 26 avril 1926

## Distribution
- Greta Nissen : Antoinette
- Lionel Barrymore : le comte Ferranzo
- William Collier Jr. : Clarke
- Marc McDermott : Franz Garletz
- Carrie Daumery : la duchesse
- Sōjin Kamiyama : le secrétaire de Garletz